# Ornithognathus
Ornithognathus is een geslacht van kevers uit de familie bladkevers (Chrysomelidae).
De wetenschappelijke naam van het geslacht werd in 1858 gepubliceerd door Carl Gustaf Thomson.

## Soorten
- Ornithognathus aeneipennis Laboissiere, 1924
- Ornithognathus caeruleipennis Laboissiere, 1924
- Ornithognathus fossicollis Laboissiere, 1924
- Ornithognathus generosus Thomson, 1858
- Ornithognathus rugosus Laboissiere, 1920
- Ornithognathus similis Laboissiere, 1924